# Никола Жученко
Никола Жученко (рус. Жученко М. Николай) (19.08.1888. - 7.06.1975.) је био југословенски конструктор авиона. Школовао се у Русији. Године 1920. укључио се у Војно ваздухопловство Краљевине СХС и конструисао је авионе и елисе који су кориштени у Краљевини Југославији. Живео је и радио у Новом Саду.

## Биографија
Инж. Никола Жученко је као пилот и ваздухопловни инжењер за време Првог светског рата био на руском фронту. Када је избила револуција прикључио се белогардејцима и са њима ратовао до пропасти интервенције западних сила. Русију је напустио 1920. године и населио се у Краљевину СХС. Одмах се као инжењер запослио у Одељењу за ваздухопловство Министарства војске и морнарице.
Када је формиран Техничко конструкциони биро при Ваздухопловном арсеналу у Петроварадину у кога су ушли инжењери Ј. Микл, Р. Физир и Б. Несторов тиму је прикључен и инж. Н. Жученко. Задатак овог бироа је био да на основу узорака, формира техничку документацију проверених аустроугарских школских авиона Бранденбург B.I и C.I. Формирање документације ових авиона није се свело на буквално снимање постојећих модела него садржао и иновативну компоненту тако да су се касније произведене југословенске копије авиона Бранденбург разликовале од оригинала.
Највећи део свога радног стажа између два светска рата, инж. Жученко је провео у АП 1. БП (Авио Радионица 1. Ваздухопловног Пука) у Новом Саду где је обављао бројне послове у производњи и конструкционом бироу све до немачког напада априла 1941. године. Био је врстан инжењер а поједина његова решења су ишла и по 20 до 30 година испред свога времена.